# Alessandro Staccioli
Alessandro Staccioli OMI (* 13. November 1931 in Triest) ist emeritierter Weihbischof in Siena-Colle di Val d’Elsa-Montalcino.

## Leben
Alessandro Staccioli trat der Ordensgemeinschaft der Oblaten der Unbefleckten Jungfrau Maria bei und empfing am 17. März 1956 die Priesterweihe.
Papst Paul VI. ernannte ihn am 26. September 1968 zum  Titularbischof von Taurianum und zum Apostolischen Vikar von Luang Prabang. Die Bischofsweihe spendete ihm der Apostolische Vikar von Vientiane, Etienne-Auguste-Germain Loosdregt OMI, am 8. Dezember desselben Jahres; Mitkonsekratoren waren Joseph Khiamsun Nittayo, Erzbischof von Bangkok, und Michel Kien Samophithak, Erzbischof von Thare und Nonseng.
Nach der Machtübernahme durch das kommunistische Regime in Laos musste er das Land verlassen. Am 29. November 1975 berief ihn Papst Paul VI. zum Weihbischof in Siena. Papst Johannes Paul II. nahm am 10. Dezember 1990 seinen vorzeitigen Rücktritt an.